# Лойтерсгаузен
Лойтерсгаузен (нім. Leutershausen) — місто в Німеччині, розташоване в землі Баварія. Підпорядковується адміністративному округу Середня Франконія. Входить до складу району Ансбах.
Площа — 84,11 км2. Населення становить 5624 ос. (станом на 31 грудня 2020).